# گرین ترتل کی

 گرین ترتل کی (به لاتین: Green Turtle Cay)  یک شهرستان در باهاما است که در جزایر آباکو واقع شده‌است.

## خصوصیات
جزیره گرین ترتل کی ۳ مایل طول و ۱/۲ مایل عرض دارد و ۴۵۰ نفر جمعیت دارد.